# Burcardo di Würzburg
Burcardo di Würzburg, in tedesco Burkard, o Burkhard o in inglese antico Burgheard (Inghilterra, 683 – Homburg am Main, 754 o 755), fu un vescovo missionario tedesco di origini inglesi; è venerato come santo dalla Chiesa cattolica.

## Biografia
Come san Bonifacio era Burcardo di nobili natali. Era originario presumibilmente del sud dell'Inghilterra e, ancora come san Bonifacio, apparteneva all'Ordine di San Benedetto.
L'anglosassone Burcardo venne probabilmente ordinato prete all'età di trent'anni dallo stesso san Bonifacio e si trasferì nel 713, o poco dopo, con lui nel continente per operare come missionario.
Egli fu, prima del 740/741, probabilmente il 1º abate del convento di Rorlach (oggi Neustadt am Main). Dal 741 fino al 753 (o 754) fu vescovo di Würzburg, il primo di quella diocesi. Nei primi tempi del suo episcopato, dovette risiedere ancora, secondo le Cronache di Lorenz Fries, a Neustadt am Main.
Egli partecipò ai sinodi del 743 e 747. Per incarico di Pipino il Breve egli andò nel 750/751, insieme all'abate Fulrado, da Saint-Denis, vicino a Parigi, a Roma, ove ottenne da papa Zaccaria l'autorizzazione alla destituzione dell'ultimo re merovingio Childerico III.
Nella sua diocesi a Burcardo ci si era rivolti soprattutto per la sua istituzione, poiché i Franchi, nonostante le missioni affidate a san Chiliano ed ai suoi compagni san Colomano e san Totnano nel secolo precedente, tendevano a ridiventare pagani. Nel 750 Burcardo fondò il Convento di Sant'Andrea a Würzburg, che successivamente venne dedicato a san Burcardo.
Secondo la tradizione nel 753 o 754 egli rinunciò alla sua carica episcopale e divenne eremita presso Homburg am Main, dove l'anno successivo morì. Le sue spoglie furono traslate l'11 ottobre 988 nel convento di Würzburg da lui stesso fondato oltre due secoli prima.

## Culto

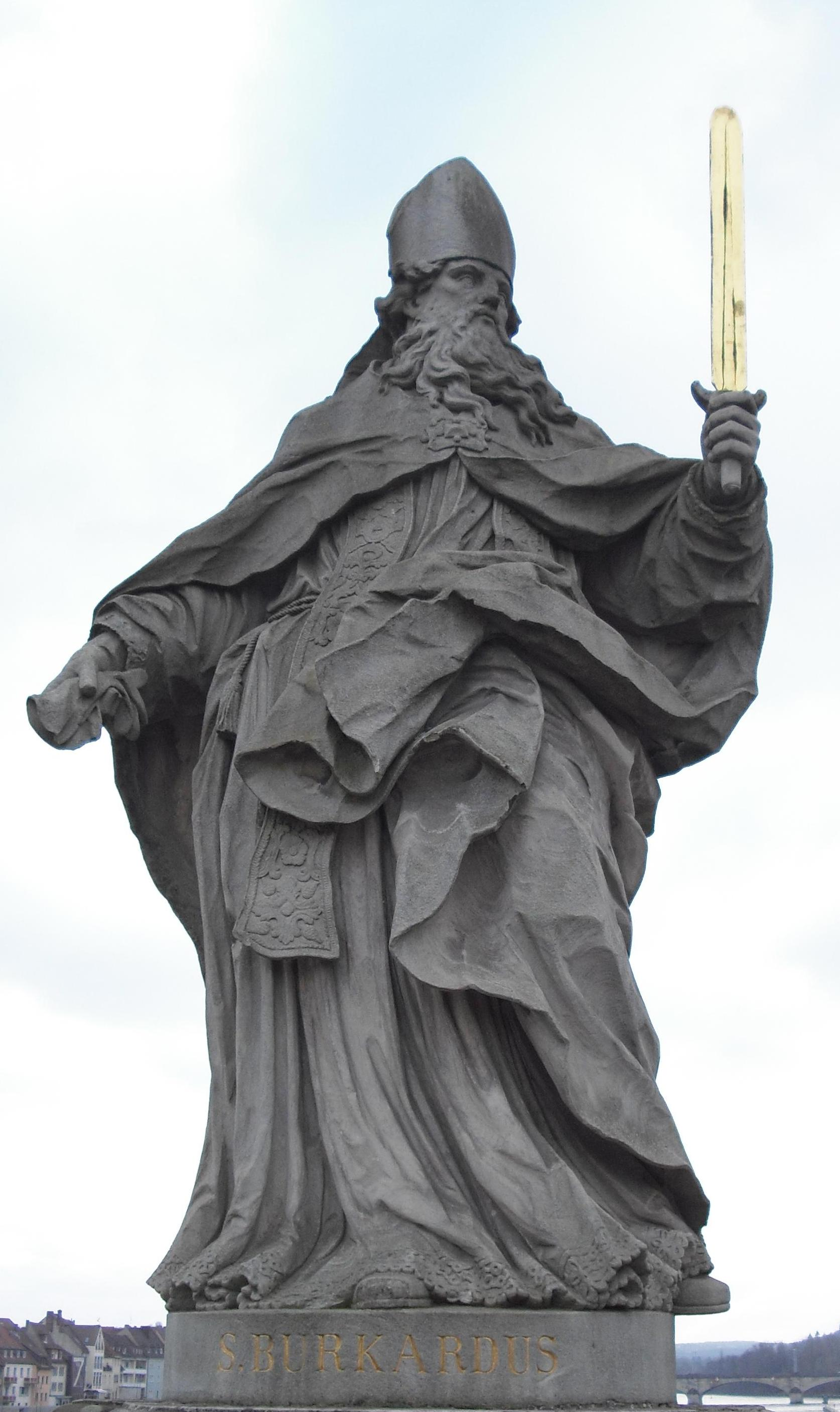
Statua di San Burcardo sul Ponte Vecchio di Würzburg

Nel medioevo la festa di san Burcardo nella diocesi di Würzburg veniva celebrata come la festa più importante. Il Burkardusweck (filone di Burcardo, un pane a forma di anello) era allora un'usanza popolare.
Il santo viene invocato contro i dolori articolari ed i reumatismi in genere, così come contro la lombalgia ed i calcoli renali.
La sua memoria liturgica è riportata nel Martirologio romano al 2 febbraio; localmente è celebrato anche il 14 ottobre.

## Genealogia episcopale
La genealogia episcopale è:
- Papa Gregorio II
- Arcivescovo Bonifacio di Magonza
- Vescovo Burcardo di Würzburg